# Alexandru Ghilduș
Alexandru Ghilduș (n. 5 august 1952, București, România) este un constructor, sculptor, pictor și decorator român.
Este doctor în domeniul arte vizuale, profesor la Universitatea Națională de Arte din București, decan al Facultății de Arte Decorative și Design, președinte al Societății Designerilor Profesioniști din România. Din 2010 este conducător de doctorat în domeniul artelor vizuale.
A intrat în atenția publică prin Memorialul Renașterii, pe numele său complet Memorialul renașterii – Glorie Eternă Eroilor și Revoluției Române din Decembrie 1989 un ansamblu monumental situat în Piața Palatului din București, ridicat în memoria victimelor Revoluției române din 1989, inaugurat la 1 august 2005.

## Studii
În 1979 a absolvit Institutul de Arte Plastice „Nicolae Grigorescu”, Facultatea de Arte Decorative și Design, secția Design, București, cu diplomă de specializare în design industrial cu lucrarea “Design și ambient pentru „Instalație de Nitrurare Ionică”, în colaborare cu Institutul de Fizică Atomică, București de la Măgurele.
În 2007 și-a lut doctoratul în domeniul "arte vizuale" cu lucrarea “Vocația plastică a sticlei”.

## Premii și distincții
Pe parcursul carierei sale, a obținut o serie de distincții și premii:
- 1979 - Membru al Uniunii Artiștilor Plastici din România, București,
- 1979 - Premiul I, Conferința Națională a Cercurilor științifice Studențești, București, România
- 1979 - Premiul UAP pentru design, București, România
- 1980 - Premiul I, Expoziția Națională a Realizărilor Tehnico – științifice pentru Tineret, București, România
- 1982 - Premiul pentru aplicarea inovatoare a tehnologiei optico-mecanice în design, Salonul Național de Design, București, România
- 1985 - Finalist al Concursului Internațional de Design, Osaka, Japonia
- 1985 - Premiul pentru design, Salonul Național de Design
- 1990 - Finalist, Concursul Internațional de Sticlă, Kanazawa, Japonia
- 1990 - Premiul UAP pentru Design
- 1997 - Nominalizat printre primii 40 designeri ai anului, revista Internațional Design Magazine , SUA, spre a fi publicat în numărul din ianuarie 1998
- 1997 - Premiul pentru tehnică mixtă, Expoziția de Artă Decorativă, Muzeul Național Cotroceni, București, România
- 1999 - Expert ICSID (Internațional Council Societies for Industrial Design)
- 2004 - Câștigător al concursului de sculptură privind realizarea Ansamblului Monumental „Glorie Eternă Eroilor și Revoluției din Decembrie 1989”, București
- 2004 - Premiul UAP pentru „Artele Focului”
- 2005 - Premiul publicului, Expoziția Internațională de Sculptură în Sticlă, Horn, Olanda
- 2007 - Premiul Uniunii artiștilor Plastici din România pentru design (colectiv)
- 2008 - Distincția „In Honoris” acordată de Primăria Municipiului București pentru “remarcabila contribuție adusa vieții societății Bucureștilor”

### Decorații
- Ordinul național „Serviciul Credincios” în grad de Cavaler (1 decembrie 2000) „pentru realizări artistice remarcabile și pentru promovarea culturii, de Ziua Națională a României”[5]
- „Cavaler al Ordinului Stelei Solidarității Italiene”, acordată de președintele Republicii Italia - dl. Azeglio Ciampi (2005)